# Christine Ebersole
Christine Ebersole (21 de fevereiro de 1953) é uma atriz e cantora americana.

## Biografia
Ebersole nasceu em Winnetka, Illinois, onde freqüentou a New Trier High School, e se formou no MacMurray College, em Jacksonville, no mesmo estado.
Casou-se duas vezes; com o ator Peter Bergman, e com seu atual marido, Bill Moloney, com quem tem três filhos. Atualmente vive em Maplewood, Nova Jérsei, com sua família.

## Carreira

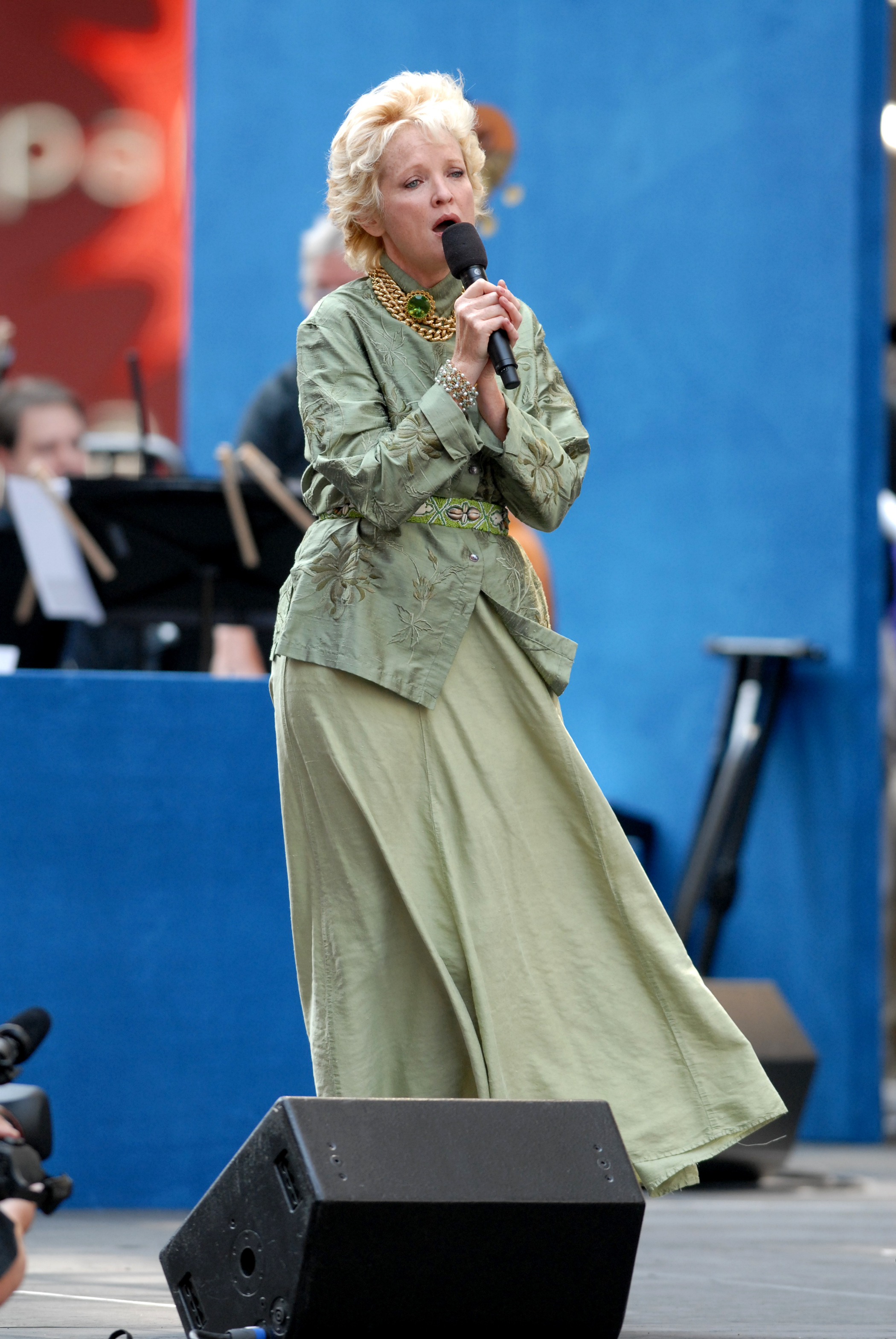
Christine Ebersole durante espetáculo na Broadway, em 10 de setembro de 2006.

Depois de aparições na soap opera estadunidense Ryan's Hope em 1977 e 1980, fez parte do elenco do programa humorístico Saturday Night Live, como co-âncora do quadro "Weekend Update", com Brian Doyle-Murray, onde imitava celebridades da época, como Mary Travers, Cheryl Tiegs, Barbara Mandrell, a princesa Diana, Rona Barrett, entre outras. Após o período no SNL, participou de outra soap, One Life to Live, além da sitcom Valeria.
No cinema suas principais participações foram em Mac and Me (1988), My Girl 2 (1994), Richie Rich (1994), 'Til There Was You (1997), My Favorite Martian (1999), e no Amadeus de Miloš Forman (1984), onde fez a diva Caterina Cavalieri.
Ebersole também fez parte do elenco de diversas séries de televisão que não foram bem-sucedidas, como Rachel Gunn, R.N. (1992), na qual desempenhou o papel principal, ao lado de Megan Mullally, de Will & Grace - série da qual Ebersole também participou como convidada, bem como em The Nanny, Just Shoot Me, Murphy Brown e Ally McBeal.
Sua fama veio, no entanto, na Broadway; seus papéis destaque incluíram uma aparição em The Best Man (2000), de Gore Vidal, e os papéis de Millicent Jordan em Dinner at Eight (2002) (para o qual foi indicada para um Tony), M'Lynn em Steel Magnolias (2005), além daquele pelo qual ganhou o Tony de "Melhor Atriz num Musical" - Dorothy Brock, no remontagem de 2001 de 42nd Street. Em 2006 Ebersole interpretou os papéis duplos de Edith Ewing Bouvier Beale ("Big Edie") e Edith Bouvier Beale ("Little Edie"), em Grey Gardens, um novo musical baseado no filme homônimo. Após uma temporada de lotações esgotadas em teatros fora do circuito da Broadway, a peça entrou em cartaz na Broadway com o mesmo elenco, no outono daquele ano; Ebersole recebeu críticas muito favoráveis pelo papel, e conquistou seu segundo Tony.
Em 2013, Christine Ebersole fez participação especial na série American Horror Story Coven interpretando a bruxa suprema Anna Leigh Leighton do ano de 1971.
Em 2018, entrou para a equipe de dublagem da animação Steven Universe, dublando as personagens White Diamond e White Pearl.